# Битва при Кунаксі
Битва при Кунаксі – кульмінаційна битва повстання Кіра Молодшого проти Артаксеркса II. 

## Передісторія
Влітку 401 року до н. е. (імовірно, 3 вересня) війська Кіра, які включали до 10 400 грецьких гоплітів і 2 500 пельтастів, зійшлись із армією перського царя, що переважала їх за чисельністю, на берегах Євфрату на північ від Вавилона.

## Перебіг битви
Єдиним джерелом, що свідчить про перебіг битви, є афінянин Ксенофонт, який бився на боці Кіра. У «Відступі десяти тисяч» він оцінював чисельність ворожого війська у 1,2 мільйони, не враховуючи колісниць. То було явне перебільшення, що ставить під сумнів об’єктивність всієї розповіді Ксенофонта.
За словами грецького історика сам Кір був уражений списом на початку битви, і, довідавшись про загибель свого вождя, азійці розбіглись. Греки під командуванням Клеарха не знали про таку новину й потіснили перську кінноту; з них лише один зазнав поранення. Однак їхня особиста доблесть була не спроможна змінити перебіг битви, яка після загибелі Кіра стала безглуздою.

## Наслідки
Після битви «десять тисяч» греків опинились у центрі незнайомої та ворожої країни без продовольства. Вони запропонували свої послуги сатрапу Тіссаферну, однак той погодився тільки вказати їм шлях з Ахеменідської держави на північ, у бік Вірменії. Вожді греків, включаючи Клеарха, за наполяганням Менона Фарсалського прийняли його запрошення на свято, де були віроломно схоплені і страчені.
Елліністичні історики, починаючи з Полібія надавали битві при Кунаксі значне історичне значення, бо, будучи описаною Ксенофонтом, вона ніби надихнула Александра Македонського на підкорення Азії.